# 吉野展弘
吉野 展弘（よしの のぶひろ、1956年6月1日 - ）は、広島県出身のプロゴルファー。

## 来歴
1983年にプロ入りし、1984年の兵庫県オープンでは初日を前田新作・甲斐俊光に次ぐと同時に森本俊治・吉川一雄・井上智夫と並んでの3位タイでスタートしたほか、1985年の中四国オープンでは冨田三十士・重信秀人に次ぐ3位に入った。
1985年から松永カントリークラブでプロ・アマ・研修生により行われている「ミッドサマーオープン」では1987年にデビッド・イシイ（アメリカ）と並んでの4位タイ、1992年にも4位タイ、1993年には十亀賢二と並んで堀川昌利の2位タイに入った。
1986年にはNST新潟オープンでは海老原清治・湯原信光と並んでの9位タイ、中四国オープンでは冨田・末村敦男・重信と並んでの3位タイに入った。
1987年には関西プロでは秋富由利夫・上野忠美・白石達哉・中村忠夫と並んでの5位タイ、中四国オープンでは河村雅之・重信と並んでの6位タイに入った。
1989年には関西プロで松井一の2位、1990年には中四国オープンで7位に入った。
1990年の山口オープンでは初日69、最終日68と2日連続60台をマークし、井戸木鴻樹と並んでの3位タイに入った。
1991年には中四国オープンで宮田孝誠・倉本・重信に次ぐ4位、ジーン・サラゼン ジュンクラシックでは中村通・稲垣太成、ハル・サットン（アメリカ）、丸山智弘と並んでの10位タイに入った。
1992年にはヨネックスオープン広島でトッド・ハミルトン（アメリカ）、羽川豊と並んでの5位タイ、1993年のキャスコ岡山オープンでは宮田・山本己沙雄に次ぐと同時に松永一成と並んでの3位タイに入った。
1995年のヨネックスオープン広島では初日に5アンダーで単独首位に立ったが、真板潔・上出裕也と並んでの4位タイに終わった。
2001年の住建産業オープン広島を最後にレギュラーツアーから引退。